# Svenska Mångkampsförbundet
Svenska Mångkampsförbundet är ett specialidrottsförbund inom Riksidrottsförbundet för mångkampsidrotterna militär femkamp, modern femkamp och orienteringsskytte. Samtliga tre mångkampsidrotter är öppna för allmänheten.
Förbundets kansli ligger från och med 1 januari 2016 i Riksidrottsförbundets lokaler i Idrottens hus (Folksamhuset) vid Skanstull i Stockholm. Ordförande är Anders Emanuelson och generalsekreterare är Pontus Weman Tell.

## Svenska mångkampsförbundets historia
Svenska mångkampsförbundet bildades 1909 under namnet Sveriges Militära Idrottsförbund.
1987 skedde ett namnbyte till Sveriges Militäridrotts- och Mångkampsförbund med anledning av en ökande civil idrottsverksamhet och ur detta växte skidskytte och triathlon fram men är idag framgångsrika självständiga specialidrottsförbund inom Riksidrottsförbundet. Namnbytet från Sveriges Militäridrotts- och Mångkampsförbund till Svenska Mångkampsförbundet skedde 2002 då Försvarsmakten övertog ansvaret för den internationella militära tjänsteidrotten. Sedan 1962 är Svenska Mångkampsförbundet ett specialidrottsförbund inom Riksidrottsförbundet men redan 1912 blev man ett olympiskt förbund.

## Militär femkamp

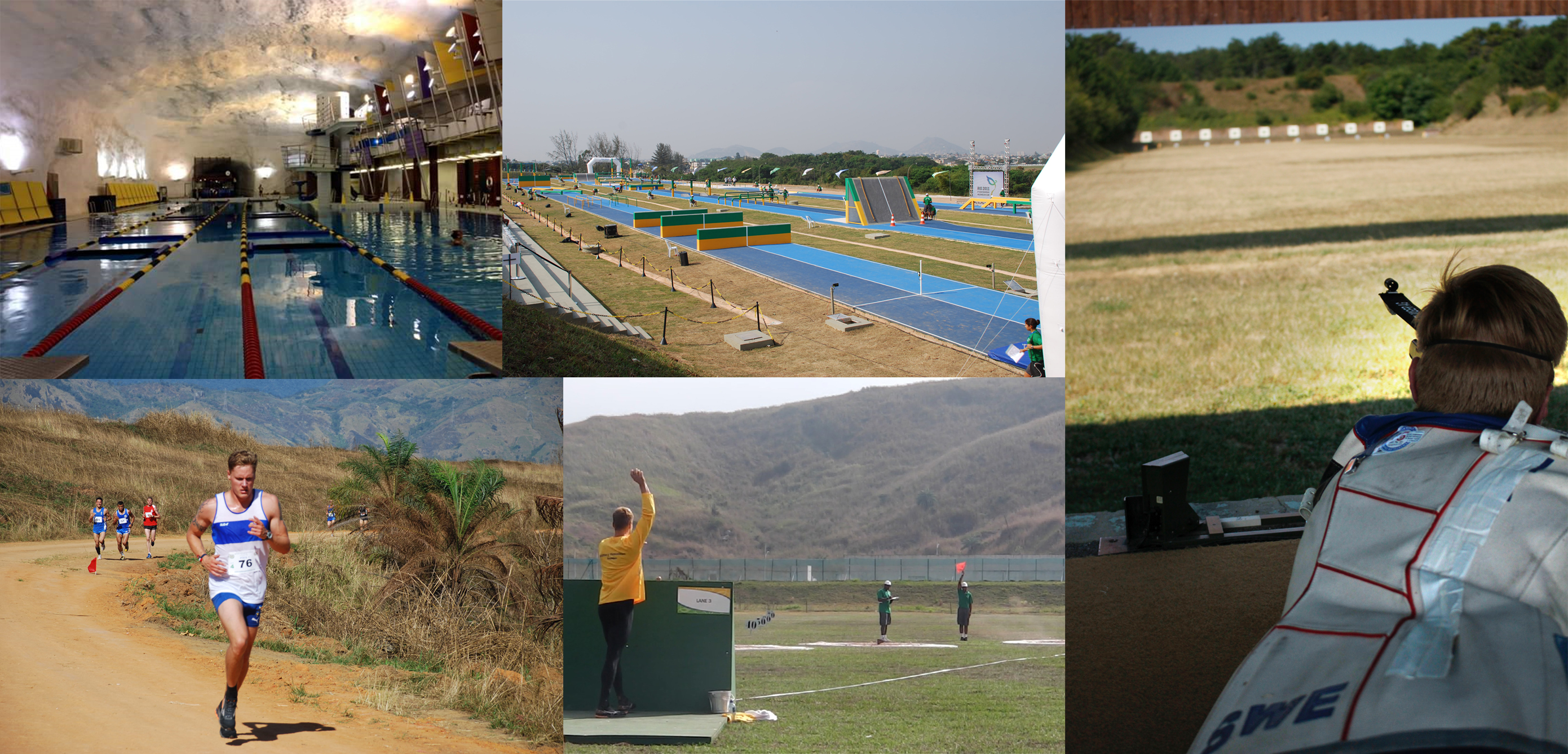
Militär femkamp

Militär femkamp är en sport med militär bakgrund men sedan idrotten i sin civila form blev medlem i riksidrottsförbundet 1962 är den även öppen för allmänheten. Idrotten baseras på modern femkamp men ridningen och fäktningen byttes ut mot militärt sett mer moderna grenar såsom hinderbana och kast med granatattrapp.
Militär femkamp består av: 
1. Skytte
2. Hinderlöpning
3. Hindersimning
4. Handgranatskastning
5. Terränglöpning

## Modern femkamp

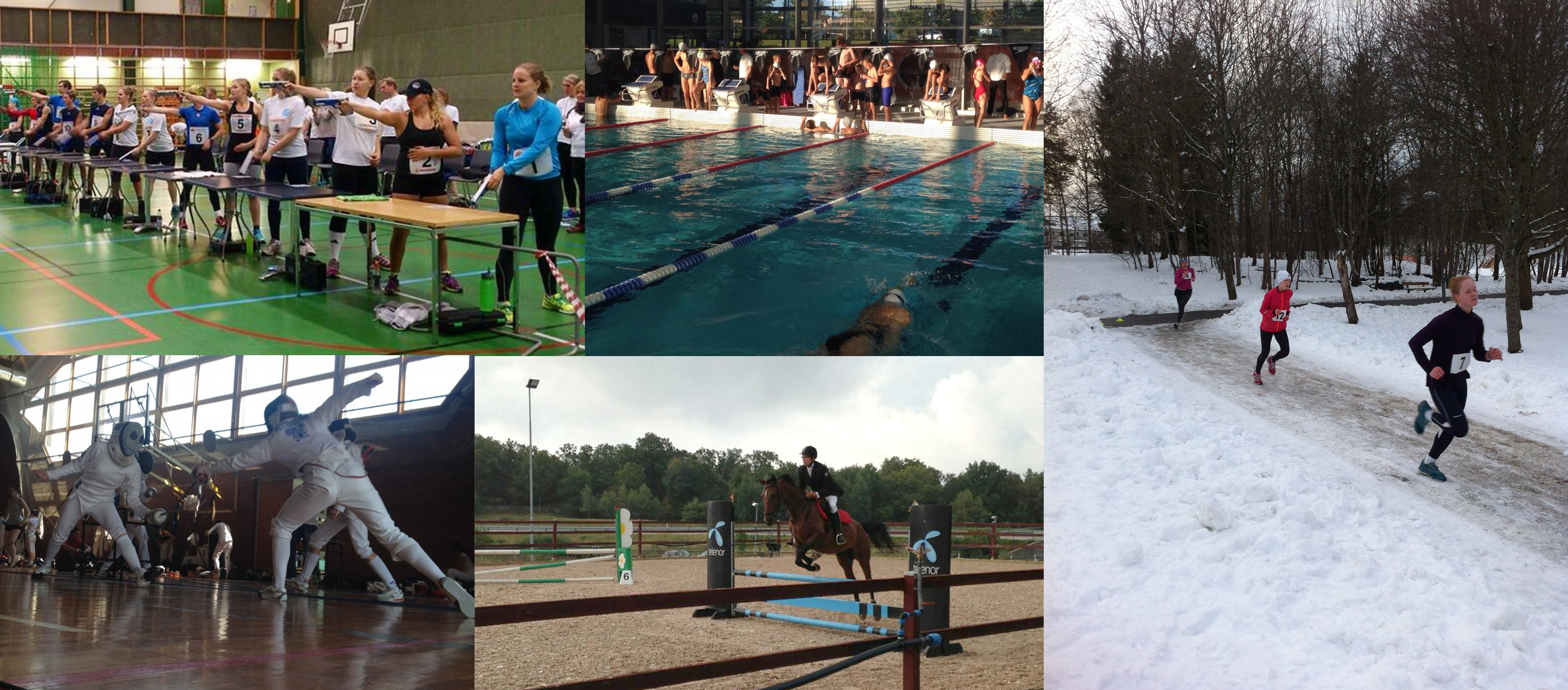
Modern femkamp

Modern femkamp är en olympisk idrott som infördes inför Olympiska sommarspelen 1912 i Stockholm, efter en idé av Pierre de Coubertin. Coubertins tanke var att åstadkomma en modern version av de antika olympiska spelens femkamp. 
Modern femkamp består av:
1. Fäktning
2. Simning 200 meter
3. Ridning
4. Pistolskytte
5. Terränglöpning 300 meter

De två sista grenarna pistolskytte och terränglöpning genomförs enligt skidskyttemodell som springskytte.

## Orienteringsskytte

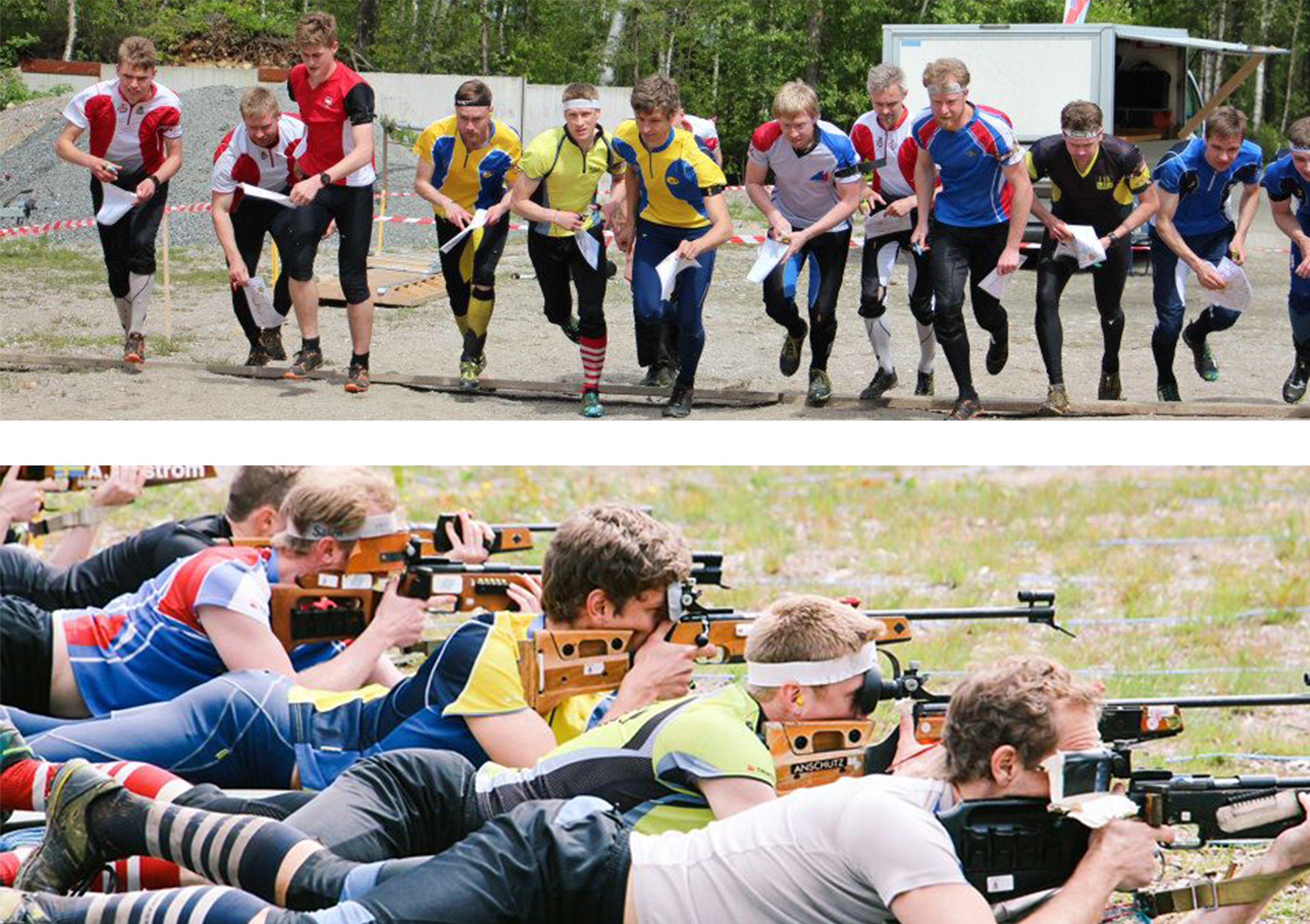
Orienteringsskytte

Orienteringsskytte hette tidigare Fälttävlan och är en civil mångkampsidrott som liksom skidskytte, modern 5-kamp och orientering har sitt ursprung i den militära idrotten. Sedan 2002 tillhör idrotten Svenska mångkampsförbundet. 
Orienteringsskytte utövas förutom i Norden i ett antal länder i övriga Europa.
Orienteringsskytte består av:
1. Gevärskytte (22 long) på 50 meters avstånd
2. Punktorientering 1,5-3 km
3. Fri orientering 3-8 km

Banlängderna beror av vilken klass och tävlingsform man tävlar i.
Två tävlingsformer finns i form av sprint och klassisk distans. Det tävlas såväl individuellt som i stafett och på vintern ingår skidorientering.